# Herbert Lionel Henry Vane-Tempest
Pour les articles homonymes, voir Vane-Tempest, Vane (homonymie) et Tempest.
Herbert Lionel Henry Vane-Tempest (6 juillet 1862 - 26 janvier 1921) est un directeur de société britannique. Il est directeur des chemins de fer cambriens et meurt dans une collision du train à Abermule en janvier 1921.

## Biographie
Vane-Tempest est né, du côté de son père, dans une famille aristocratique d'originaire Ulster-Scots, étant le fils du 5e marquis de Londonderry et de sa femme, Mary Cornelia Edwards, et frère du 6e marquis de Londonderry. Il est né le 6 juillet 1862. Vane-Tempest est juge de paix du Montgomeryshire et du Merionethshire. Il reçoit la décoration des officiers royaux et est nommé chevalier commandant de l'Ordre royal de Victoria. Il est major et lieutenant-colonel honoraire dans la milice d'artillerie de Durham.
En 1905, Vane-Tempest devient directeur des chemins de fer cambriens. L'année suivante, il hérite de Plas Machynlleth et d'une fortune considérable de sa mère, Mary. En 1910, Lord Herbert est nommé haut shérif du Montgomeryshire . Toujours en 1910, il devient directeur d'une nouvelle société créée pour relancer le chemin de fer moribond de Mawddwy.
Le 26 janvier 1921, Vane-Tempest rejoint le train express à destination de l'est d'Aberystwyth à Machynlleth. Juste avant midi, le train approchait d'Abermule où il devait traverser le train d'arrêt en direction ouest en provenance de Whitchurch, Shropshire. En raison d'une défaillance du personnel d'Abermule, le train de Whitchurch est autorisé à se diriger vers l'ouest pendant que le train express approchait de la gare. Les deux trains sont entrés en collision à l'ouest de la gare d'Abermule. Dix-sept personnes sont tuées, dont Herbert Vane-Tempest.
Winston Churchill est le cousin de Vane-Tempest et hérite de plusieurs milliers de livres en tant qu'héritier, alors que Vane-Tempest meurt célibataire. Churchill affecte cet héritage à l'achat de Chartwell.